# 感謝感激暴風雨
《感謝感激暴風雨》（感謝カンゲキ雨嵐）是嵐的第四枚單曲。於2000年11月8日發行。唱片公司為波麗佳音。

## 解說
- 為嵐首次與電視劇合作推出單曲。
- 為成員二宮和也有份出演的電視劇<<拭去淚水>>主題曲。
- 出道一年的紀念作品，成為歷代演唱會尾聲必唱的一曲。
- 2008年第二次主持的24小時電視，二宮讀出信的內容之後，成員隨即熱唱此曲。

## 收錄曲
1. 感謝感激暴風雨（感謝カンゲキ雨嵐）
（作詞：戶澤暢美　作曲：馬飼野康二）
富士電視台連續劇「拭去淚水」開場主題曲
2. OK!ALL RIGHT!好好地談戀愛（OK!ALL RIGHT!いい恋をしよう）
（作詞：久保田洋司　作曲：谷本新）
Bourbon “Puchi Series”广告歌
3. 感謝感激暴風雨（Original Karaoke）
4. OK!ALL RIGHT!好好地談戀愛（Original Karaoke）